# Engelsheim

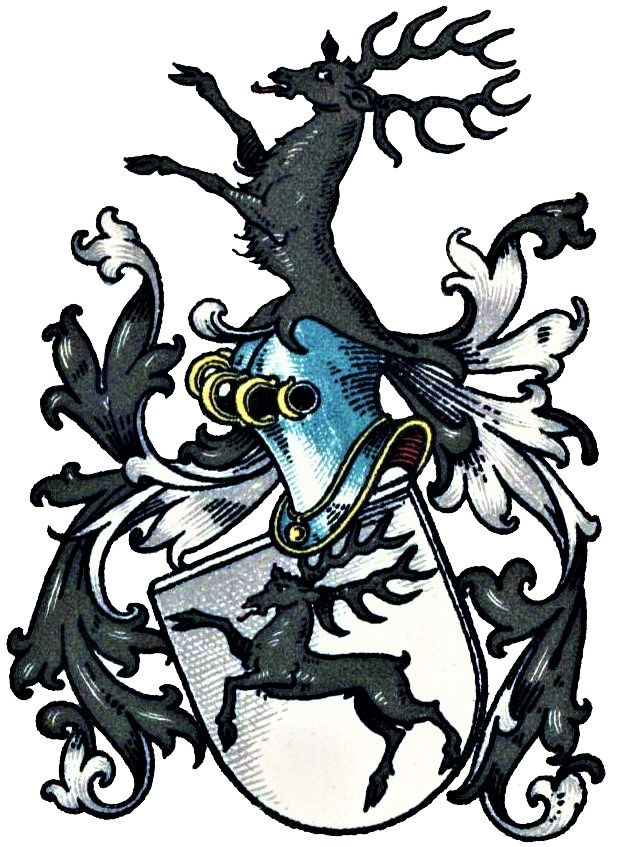
Wappen derer von Engelsheim im Wappenbuch des Westfälischen Adels

Engelsheim (auch: Engelsum, Ingelsum, Ingelshem, Ingelsheym o. ä.) ist der Name eines niederrheinischen Adelsgeschlechts.

## Geschichte
Der Stammsitz des Geschlechts war Haus Engelsum (heute: Rynschenhof, Beerenbrouckstraße 72, Ortsteil Zitterhuck) in Kapellen an der Fleuth nahe Geldern.
1321 belehnte der Kölner Erzbischof Heinrich II. von Virneburg Goswin von Ingelshem, Bürger seiner Stadt Rheinberg, mit Gütern zu den Vure und Ophorst in Vronebroke. 1323 verpfändete derselbe Kölner Erzbischof dem Arnold von Engelsheim für seine Dienste im Wert von 60 Mark die Höfe, Zellen und Egelswort im Amt Rheinberg. Goswin von Engelsem, genannt Koterkin, verheiratet mit Bella/Pella, war 1334 Schultheiß in Rheinberg. Ihr Sohn hieß Gerhard von Engelsheim. Knappe Iwan von Engelsheim (Ywaens von Engelsum) revertierte 1354 ein von Johann von Kleve empfangenes Lehen bei Baerl. 1332 und noch 1359 war derselbe erzbischöflich-kölnischer Richter zu Geldern. 1377 quittierte Wolter von Engelsheym der Stadt Köln wegen seines Dienstes im Krieg der Stadt Köln gegen den Kölner Erzbischof. 1382 werden die Gebrüder Otto den Man und Goswin den Man von Incgelsheim Magen des Johann von Baerenbroeck genannt. 1421 erscheint ein Petrus Man von Engelsum als Pastor zu Erp. Vredera von Engelsheim war Ende des 15. bis Anfang des 16. Jahrhunderts mit Dietrich von Hövel zu Burg Hövel verheiratet. Ein Ritterzettel aus dem Jahr 1542 nennt im Amt Geldern unter den dortigen Adeligen einen „Johann von Engelsum vom Hause Engelsum (Rynschenhof) unter Capellen.“ Noch 1577 erscheint ein Johann von Engelsheim (Ingelsum) als Schöffe zu Borth.

## Persönlichkeiten
- Dietrich von Engelsheim († 1435), 1405 Schreiber, später Kanzler des Bischofs von Paderborn, spätestens 1418 Domkanoniker zu Paderborn, ab 1428 Domscholaster in Paderborn[13]

## Wappen
Blasonierung: In Silber ein springender schwarzer Hirsch. Auf dem Helm der Hirsch wachsend. Die Helmdecken sind schwarz-silbern.